# Interruptor DIP

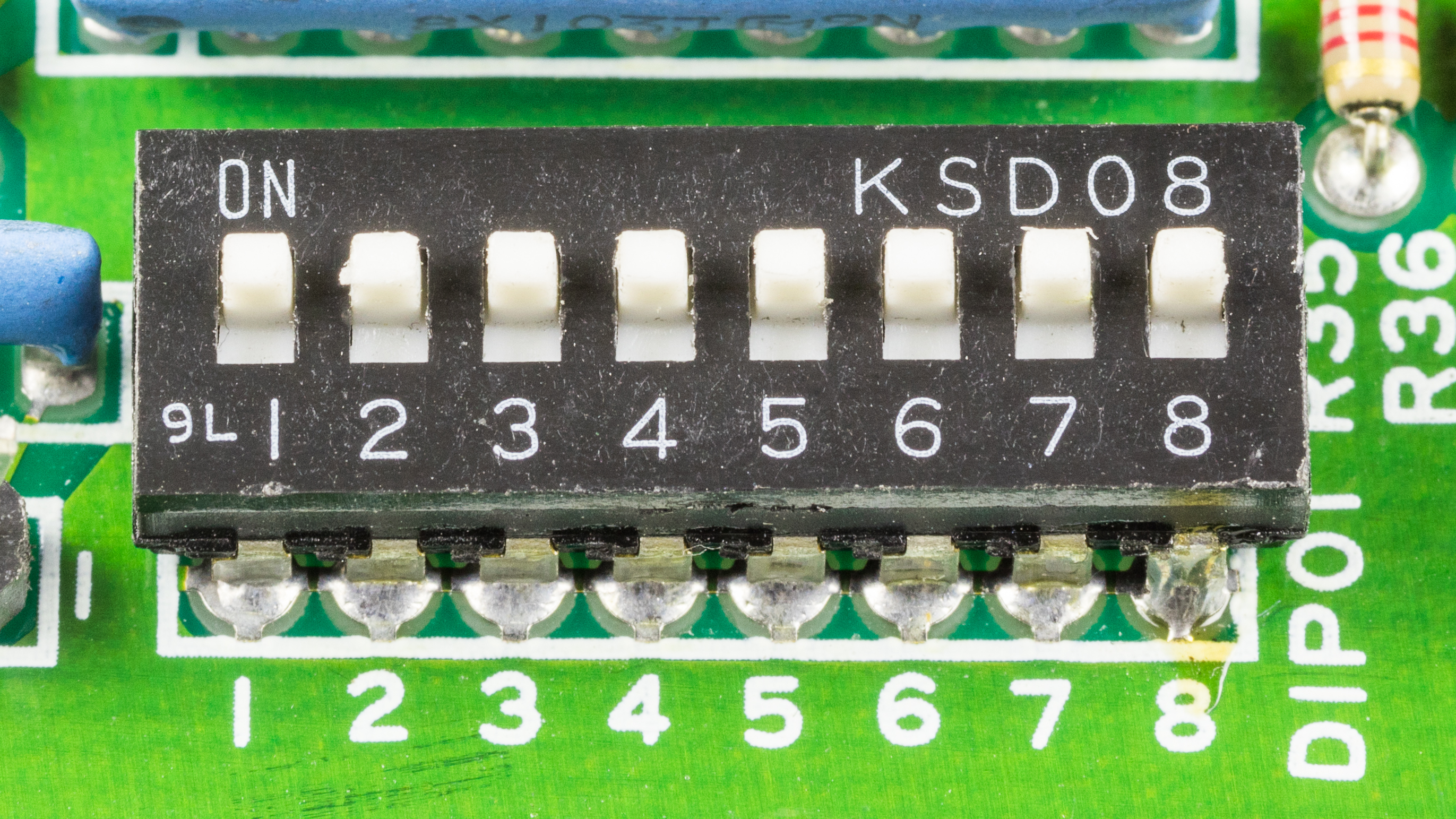
Conjunto de interruptores DIP tipo deslizante.

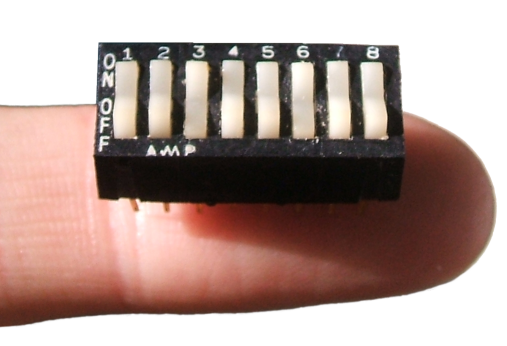
Conjunto de interruptores DIP tipo tecla.

Un DIP se trata de un conjunto de interruptores eléctricos que se presenta en un formato encapsulado (en lo que se denomina Dual In-line Package), la totalidad del paquete de interruptores se puede también referir como interruptor DIP en singular.

## Características
Este tipo de interruptor se diseña para ser utilizado en un tablero similar al de circuito impreso junto con otros componentes electrónicos y se utiliza comúnmente para modificar O personalizar el comportamiento hardware de un dispositivo electrónico en ciertas situaciones específicas. Fueron utilizados considerablemente en las viejas tarjetas ISA (Acrónimo de Industry Standard Architecture). En informática la denominación del diseño de bus del equipo PC/XT de IBM, que permite añadir varios adaptadores adicionales de forma que las tarjetas que se conectaban en zócalos de expansión de un PC, para seleccionar el número de IRQs, una petición de la interrupción (IRQ es una señal recibida por el procesador de un ordenador, indicando que debe "interrumpir" el curso de ejecución actual y pasar a ejecutar código específico para tratar esta situación), y direcciones de memoria.
Los interruptores DIP son una alternativa a los jumper. Su ventaja principal es que son más rápidos y fáciles de configurar y cambiar y no hay piezas sueltas que perder. Se pueden considerar como conjunto de interruptores minúsculos para ser insertados en circuitos impresos. El encapsulado para los interruptores es el DIP donde la separación estándar entre patas es de una décima de pulgada.

## Usos
Los interruptores DIP permiten al usuario configurar un circuito impreso para un tipo particular de computadora o de uso específico. Las instrucciones de instalación deben decir perfectamente cómo fijar los interruptores del DIP. Los interruptores DIP son siempre interruptores de tipo palanca, en los cuales los centrales tienen dos posiciones posibles "ON" o "OFF" (en vez de por intervalos) y generalmente se puede ver los números 1 y 0. 
Una de las ventajas históricas del Macintosh sobre el PC es que permitía la configuración de los circuitos incorporando comandos del software en vez de fijar los interruptores DIP. Sin embargo, los nuevos estándares plug and play hicieron que los interruptores DIP se volvieran obsoletos en las PC modernas.